# Hintonella mexicana
Hintonella mexicana är en orkidéart som beskrevs av Oakes Ames. Hintonella mexicana ingår i släktet Hintonella och familjen orkidéer. Inga underarter finns listade i Catalogue of Life.

## Bildgalleri

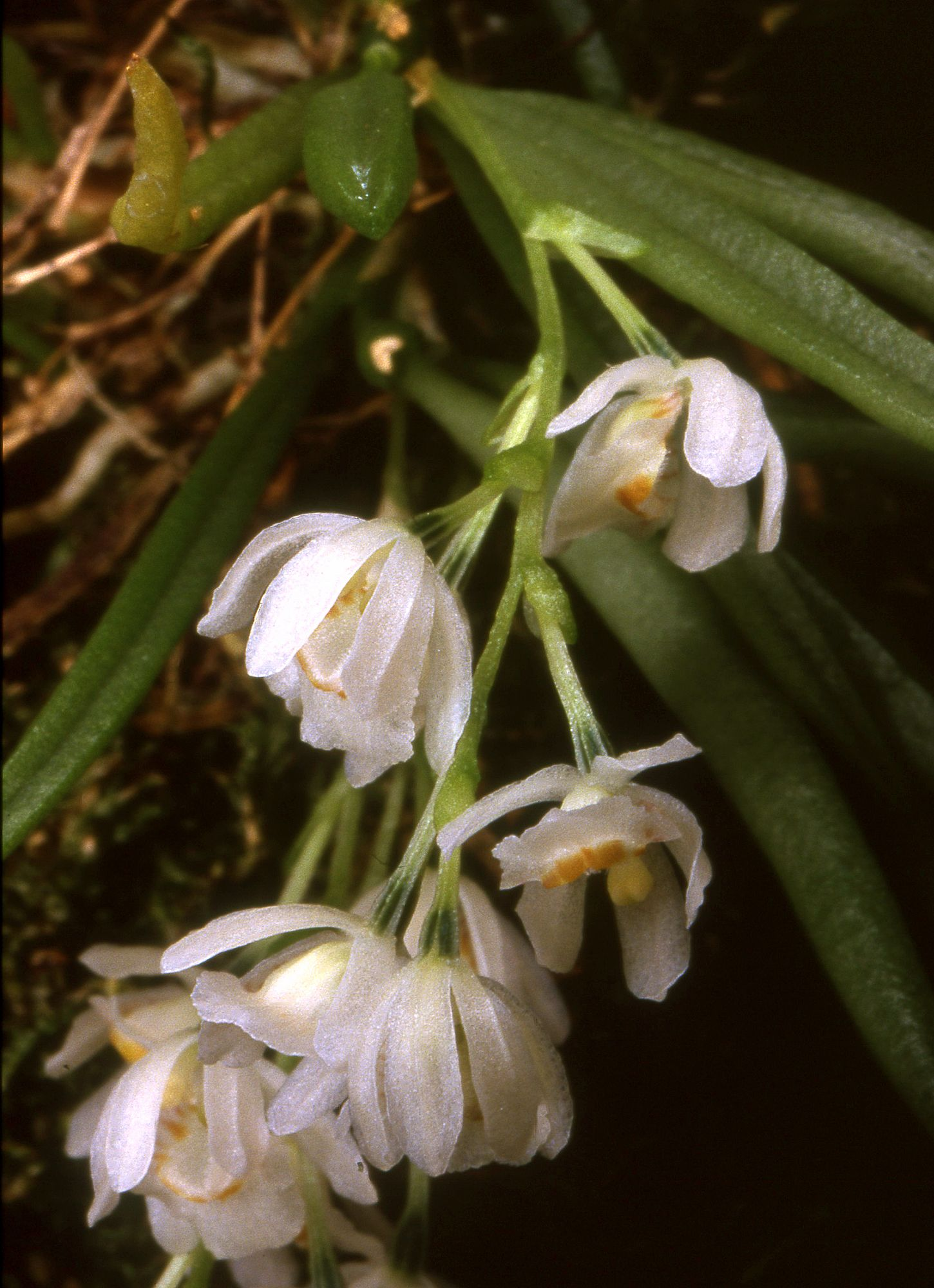